# Azija
Azija je največja celina na svetu. Obsega skoraj tretjino kopnega Zemlje (45,5 milijonov kvadratnih kilometrov) in je štirikrat večja od Evrope, skupaj s katero tvori Evrazijo, ozka kopenska ožina pa jo povezuje tudi z Afriko na mestu, kjer je danes Sueški prekop. Skoraj v celoti leži na vzhodni in severni zemeljski polobli. Po obliki je razpotegnjena v smeri vzhod - zahod; njena najzahodnejša točka je rt Baba v Anatoliji (Turčija) pri 26°4' vzhodne zemljepisne dolžine, najvzhodnejša pa Dežnjovov rt na obali Beringovega preliva, v sredini katerega ležita Diomedova otoka pri 169°0' zahodne zemljepisne dolžine, s čimer obsega 11 časovnih pasov.
Meje med kontinenti niso povsem jasno določene. Med Evropo in Azijo potekajo skozi Dardanele, po Marmarskem morju, skozi Bosporsko ožino, po Črnem morju, po Kavkazu, Kaspijskem jezeru in nato po uralskem grebenu. K Aziji spadajo tudi otoki v Indijskem in Tihem oceanu.
Ime Azija naj bi izhajalo iz asirske besede asu (vzhod). Toponim predstavlja bolj družbeno-geografski kot fizični koncept, saj zaradi velikosti obsega izjemno raznolike geografske in kulturne regije.

## Geotektonska zgradba
Reliefno je Azija zelo raznolika celina. Sestavljajo jo predkambrijski ščiti in plošče (Ruska plošča, Arabska plošča, Sibirska plošča in Dekanski ščit), mladonagubana gorovja iz terciarja (Himalaja, Tibet, Kavkaz, Anatolija, Hindukuš, Iransko in Iraško višavje), hercinska gorovja in planote (Uralsko gorovje, Južnokitajsko gorovje, Mongolija, Altaj, Tjanšan in Malaja) in velika nižavja (Mezopotamija, Kitajsko nižavje, nižavje ob reki Mekong in Bengalsko nižavje). Največja mladonagubana gorovja so na jugu, saj gre tam za podrivanje avstralske plošče pod evrazijsko.

## Podnebje
Glavna dejavnika, ki vplivata na podnebje v Aziji, sta geografska širina in velikost celine, saj zaradi njene velikosti in lege najdemo na njej vse podnebne tipe. Na podnebje vpliva tudi oddaljenost od morja, saj se z njo veča letna temperaturna amplituda in manjša letna količina padavin. Pomemben dejavnik je tudi razporeditev gorovij, saj ta zapirajo pot vlažnim zračnim masam, ki prihajajo iz Indijskega in Tihega oceana. Območja pred temi pregradami na jugu in vzhodu celine tako dobivajo veliko padavin, medtem ko je notranjost celine za njimi zelo sušna.

### Podnebni tipi
- Zmerno hladno podnebje (večji del Sibirije)
- Tundrsko podnebje (obale Severno ledenega morja)
- Ekvatorialno podnebje (Indonezija, Malajski polotok, Filipini, Šrilanka)
- Savansko podnebje (Indijski polotok, notranjost Indokine)
- Tropsko suho in polsuho podnebje (jug Arabske puščave)
- Sredozemsko podnebje (območje Anatolije in Bližnjega vzhoda)
- Subtropsko vlažno podnebje (vzhod Kitajske)
- Monsunsko podnebje (sever Indije in Indokine, JV Kitajske)
- Subtropsko suho in polsuho (sever arabskega polotoka, puščave Lut, Kevir in Thar)
- Celinsko podnebje (SV Kitajske, JV Sibirije)
- Celinsko suho in polsuho podnebje (puščava Gobi, Tarimska kotlina, puščavi Karakum in Kizilkum ob Aralskem jezeru)

## Hidrografske značilnosti
V Aziji imamo štiri povodja: povodje Severno ledenega morja, Tihega oceana, Indijskega oceana in Sredozemskega morja. Zaradi velike reliefne razgibanosti (gorovja na jugu celine) in oddaljenosti od morja je osrednji del Azije brezodtočen.
Reke na jugu Azije pripadajo povodju Indijskega oceana (Ind, Ganges, Brahmaputra). Za te reke je značilen ledeniški režim. Najmanjši pretok imajo v času zimskega monsuna, največji pretok pa v času poletnega monsuna, takrat je tudi obdobje rednih poplav. V povodje Indijskega oceana še sicer spadajo reke Evfrat, Tigris in Iravadi. Za njih pa je značilen najvišji pretok pozimi in spomladi, medtem ko je poletje čas suše in je pretok zelo nizek.
Reke na jugozahodu Azije spadajo v povodje Sredozemskega morja. Gre predvsem za relativno kratke reke, ki imajo največ vode pozimi, zaradi potujočih depresij in imajo zato dežni režim.
Sibirske reke (Irtiš, Ob, Jenisej, Lena) spadajo v povodje Severno ledenega morja in so večji del leta zamrznjene. Delno se stopijo poleti in takrat po navadi poplavljajo.
Kitajske reke spadajo v tihooceansko povodje. Najznačilnejši sta Jangce in Huang He in imata obe ledeniško dežni režim. Reka Huang He je dobila ime (Rumena reka) po rumenih delcih puhlice, ki jih prenaša s seboj. Te v spodnjem toku tudi odlaga in zato marsikje tudi poplavi. Jangce (Modra reka) je najdaljša azijska reka in po njej poteka kar 2/3 rečnega prometa. Reka je zelo onesnažena, v času poletnega monsuna pa poplavlja.
Reke imajo v Aziji velik pomen, saj vsako leto z naplavinami prinesejo različna hranila, potrebna za kmetovanje. Njihovo vodo uporabljajo tudi v gospodinjstvu in so poleti (monsun) tudi edini stik s svetom. Na drugi strani pa katastrofalne poplave prinašajo tudi izjemno ekonomsko škodo in številne žrtve.

## Prebivalstvo
V Aziji živi 60 % svetovnega prebivalstva, od tega več kot polovica na Kitajskem in v Indiji. Prebivalstvo je neenakomerno razporejeno. Redko poseljena območja so predvsem na severu in jugovzhodu celine ter v osrednji Aziji. Glavni razlog za to pa je podnebje z malo padavinami oziroma z nizkimi temperaturami. Najgosteje poseljena območja so na Filipinih, na obalah Indokitajskega polotoka, gosto poseljeni so tudi otok Java, Kitajska in Indija ter Japonska. Glavni razlogi so predvsem nižinski relief, rodovitna prst, možnost ukvarjanja s kmetijstvom in prisotnost rek. Naravni prirastek je v Aziji nad svetovnim povprečjem. Rodnost je visoka (okrog 25‰) medtem ko je smrtnost precej manjša (8‰). Povprečna stopnja urbanizacije je v Aziji 50 %, medtem ko je v nekaterih državah celo 90 % (Japonska, Singapur, Izrael), v drugih pa tudi pod 20 % (Butan, Nepal, Bangladeš). Delež urbanega prebivalstva se sicer veča, s tem pa se pojavlja problem prenaseljenosti v mestih, brezposelnosti in številne druge težave.

### Rasna in verska sestava
V Aziji prevladuje rumena rasa, ki je razširjena predvsem na vzhodu in jugovzhodu celine. Bela rasa je razširjena v Rusiji, JZ Aziji in Indiji.
Iz Azije izvirajo vse svetovne religije. Krščanstvo izvira iz Izraela, vendar so danes kristjani v Aziji v manjšini. Pravoslavne najdemo v Rusiji, medtem ko katolike na Filipinih in v Jeruzalemu. Islam je najbolj razširjen na arabskem polotoku in ima velik vpliv na življenje ljudi. V Indiji je razširjen hinduizem, medtem ko je na Japonskem najbolj razširjen šintoizem. Pripadnike budizma najdemo v Indokini, na Tibetu in tudi na Kitajskem, kjer pa je razširjen tudi konfucionizem.

## Kmetijstvo
Za večino azijskih držav je kmetijstvo še vedno prevladujoča panoga, vendar se med njimi kažejo velike razlike. Kmetijske države z več kot 70 % kmečkega prebivalstva (Bangladeš, Butan, Nepal, Afganistan …) imajo zelo slabo razvito kmetijstvo. Na drugi strani pa so države z visoko razvitim kmetijstvom vendar imajo zelo majhen delež kmečkega prebivalstva (Japonska, Tajvan …). Za visoko razvito kmetijstvo je značilen velik hektarski donos, države v kmetijstvo vlagajo dovolj kapitala in podpirajo uvajanje novih tehnologij. Kljub velikemu deležu kmečkega prebivalstva pa se pojavlja problem pomanjkanja površin primernih za obdelavo, saj jih je le okrog 20 %, v nekaterih državah celo pod 10 %. Glavni razlog za to pa podnebje, saj so določena območja puščavska druga pa prevlažna, hidromelioracija pa je predraga.
Glavni kmetijski pridelki so riž (vlažna tropska in subtropska podnebja), maniok (ekvatorialno podnebje), juta, dateljni (oaze JZ Azije), soja (Kitajska), kavčuk (Indonezija, Malezija), banane, čaj (južna Azija)

### Zelena revolucija
Hrane je v Aziji sicer dovolj, vendar ni dovolj kvalitetna, zato so poskušali izvesti določene spremembe. Uvedli so zeleno revolucijo pri čemer so med seboj križali sorte tako, da so dobili nove visokorodne vrste. Ker gre za občutljive rastline, pa je potrebno tudi veliko vlaganja, zato so se v tako pridelavo usmerili le tisti z dovolj denarja, kar pa je prineslo še večje socialne razlike.

### Oblike poljedelstva
Za jugozahodno in notranjo Azijo (suha, posluha podnebja) je značilna predvsem nomadska živinoreja in ponekod na jugu tudi namakalno poljedelstvo (pridelava riža). Za vlažne tropske in subtropske dele je značilno poljedelstvo brez namakanja, saj je padavin dovolj. Značilne so kulturne terase in predvsem tržno kmetijstvo (plantaže čajevca in kavčukovca).

## Vplivi zahoda
V Aziji je še nedavno imela vera najpomembnejšo vlogo, sedaj pa se vse bolj uveljavljajo vrednote zahodne potrošniške družbe. Najhitreje razvijajoča država po drugi svetovni vojni je bila Japonska, v zadnjih dvajsetih letih pa se bo njenem vzoru razvijajo še druge (Singapur, Malezija, Tajvan).

## Geografija
Glede na podobne naravno-geografske in družbeno-geografske značilnosti jo delimo v več geografskih enot, meje med katerimi pogosto niso natančno določene, vendar se razdelitev kljub temu uporablja.
- Severna Azija
- Vzhodna Azija
- Južna Azija
- Jugovzhodna Azija
- Jugozahodna Azija
- Srednja Azija

### Druge delitve
- Monsunska Azija: klimatska regija, obsega ozemlje v JV in J Aziji, kjer se pojavljajo stalni vetrovi, monsuni. Njen severni del sega v zmerno topli pas, južni del pa v subtropski ter tropski pas. Omejena je še z Indijskim in Tihim oceanom.
- Bližnji, Srednji in Daljni vzhod: nejasno definirana, a široko uporabljana politična razdelitev, ki izhaja iz oznak Evropejcev za regije, s prebivalci katerih so imeli diplomatske stike.
- Azija-Pacifik: sodobnejši ekonomsko-politični pojem, poleg vzhodne in jugovzhodne Azije obsega še oceanske države.

## Politična geografija
| Zastava                    | Grb | Ime                      | Prebivalstvo  | Površina (km²) | Glavno mesto        |
| -------------------------- | --- | ------------------------ | ------------- | -------------- | ------------------- |
| Afganistan                 |     | Afganistan               | 30.419.928    | 647.500        | Kabul               |
| Armenija                   |     | Armenija                 | 2.970.495     | 29.743         | Erevan              |
| Azerbajdžan                |     | Azerbajdžan              | 9.493.600     | 86.600         | Baku                |
| Bahrajn                    |     | Bahrajn                  | 1.248.348     | 760            | Manama              |
| Bangladeš                  |     | Bangladeš                | 150.039.000   | 147.570        | Daka                |
| Butan (država)             |     | Butan                    | 716.896       | 38.394         | Thimphu             |
| Brunej                     |     | Brunej                   | 408.786       | 5.765          | Bandar Seri Begawan |
| Ciper                      |     | Ciper                    | 1.099.341     | 9.251          | Nikozija            |
| Filipini                   |     | Filipini                 | 99.779.700    | 300.000        | Manila              |
| Gruzija                    |     | Gruzija                  | 4.570.934     | 69.700         | Tbilisi             |
| Indija                     |     | Indija                   | 1.205.073.612 | 3.287.263      | New Delhi           |
| Indonezija                 |     | Indonezija               | 248.645.008   | 1.904.569      | Džakarta            |
| Iran                       |     | Iran                     | 78.868.711    | 1.648.195      | Teheran             |
| Irak                       |     | Irak                     | 31.129.225    | 438.317        | Bagdad              |
| Izrael                     |     | Izrael                   | 7.590.758     | 20.770         | Jerusalem           |
| Japonska                   |     | Japonska                 | 127.368.088   | 377.915        | Tokio               |
| Jemen                      |     | Jemen                    | 24.771.809    | 527.968        | Sana                |
| Jordanija                  |     | Jordanija                | 6.508.887     | 89,342         | Aman                |
| Južna Koreja               |     | Južna Koreja             | 50.004.441    | 100.210        | Seul                |
| Kambodža                   |     | Kambodža                 | 14.952.665    | 181.035        | Phnom Penh          |
| Katar                      |     | Katar                    | 1.951.591     | 11.586         | Doha                |
| Kazahstan                  |     | Kazahstan                | 17.522.010    | 2.724.900      | Astana              |
| Kirgizistan                |     | Kirgizistan              | 5.496.737     | 199.951        | Biškek              |
| Ljudska republika Kitajska |     | Kitajska (LR)            | 1.343.239.923 | 9.596.961      | Peking              |
| Kuvajt                     |     | Kuvajt                   | 2.646.314     | 17.818         | Kuvajt              |
| Laos                       |     | Laos                     | 6.586.266     | 236.800        | Vientjan            |
| Libanon                    |     | Libanon                  | 4.140.289     | 10.400         | Bejrut              |
| Malezija                   |     | Malezija                 | 29.179.952    | 329.847        | Kuala Lumpur        |
| Maldivi                    |     | Maldivi                  | 394.451       | 298            | Malé                |
| Mjanmar                    |     | Mjanmar (Burma)          | 54.584.650    | 676.578        | Najpjidav           |
| Mongolija                  |     | Mongolija                | 3.179.997     | 1.564.116      | Ulan Bator          |
| Nepal                      |     | Nepal                    | 29.890.686    | 147.181        | Katmandu            |
| Oman                       |     | Oman                     | 3.090.150     | 309.500        | Maskat              |
| Pakistan                   |     | Pakistan                 | 190.291.129   | 796.095        | Islamabad           |
| Palestina                  |     | Palestina                | 4.279.699     | 6.220          | Gaza/Ramala         |
| Rusija                     |     | Rusija                   | 142.517.670   | 17.098.242     | Moskva              |
| Saudova Arabija            |     | Saudova Arabija          | 26.534.504    | 2.149.690      | Rijad               |
| Severna Koreja             |     | Severna Koreja           | 24.589.122    | 120.538        | Pjongjang           |
| Singapur                   |     | Singapur                 | 5.353.494     | 697            | Singapur            |
| Sirija                     |     | Sirija                   | 22.530.746    | 185.180        | Damask              |
| Šrilanka                   |     | Šrilanka                 | 21.481.334    | 65.610         | Colombo             |
| Tadžikistan                |     | Tadžikistan              | 7.768.385     | 143.100        | Dušanbe             |
| Tajska                     |     | Tajska                   | 67.091.089    | 513.120        | Bangkok             |
| Tajvan                     |     | Tajvan                   | 23.261.747    | 36,193         | Tajpej              |
| Turčija                    |     | Turčija                  | 79.749.461    | 783.562        | Ankara              |
| Turkmenistan               |     | Turkmenistan             | 5.054.828     | 488.100        | Ašhabad             |
| Uzbekistan                 |     | Uzbekistan               | 28.394.180    | 447.400        | Taškent             |
| Vietnam                    |     | Vietnam                  | 91.519.289    | 331.212        | Hanoj               |
| Vzhodni Timor              |     | Vzhodni Timor            | 1.143.667     | 14.874         | Dili                |
| Združeni arabski emirati   |     | Združeni arabski emirati | 5.314.317     | 83.600         | Abu Dhabi           |